# Gornji Palačkovci
Gornji Palačkovci (en serbe cyrillique : Горњи Палачковци) est un village de Bosnie-Herzégovine. Il est situé dans la municipalité de Prnjavor et dans la république serbe de Bosnie. Selon les premiers résultats du recensement bosnien de 2013, il compte 888 habitants.

## Démographie

### Évolution historique de la population dans la localité
| 1948 | 1953 | 1961  | 1971  | 1981  | 1991   | 2013 |
| ---- | ---- | ----- | ----- | ----- | ------ | ---- |
| -    | -    | 1 282 | 1 246 | 1 344 | 1 235, | 888  |

|  |

### Communauté locale
En 1991, Gornji Palačkovci faisait partie de la communauté locale de Palačkovci qui comptait 1 803 habitants, répartis de la manière suivante :